# Ezra Cornell
Ezra Cornell (11 de janeiro de 1807 — 9 de dezembro de 1874) foi um empresário e educador estadunidense. Ele foi o fundador da companhia Western Union e cofundador da Universidade Cornell.